# 260P/McNaught
260P/McNaught, komet Jupiterove obitelji